# فرودگاه آبی فلین فلون/بیکرز نروز
فرودگاه آبی فلین فلون/بیکرز نروز (به انگلیسی: Flin Flon/Bakers Narrows Water Aerodrome) یک فرودگاه همگانی است که یک باند فرود آب دارد. این فرودگاه در کشور کانادا قرار دارد و در ارتفاع ۲۹۴ متری از سطح دریا واقع شده است.